# Mount Ishbel
Mount Ishbel är ett berg i Kanada.   Det ligger i provinsen Alberta, i den centrala delen av landet, 3 000 km väster om huvudstaden Ottawa. Toppen på Mount Ishbel är 2 908 meter över havet, eller 334 meter över den omgivande terrängen. Bredden vid basen är 0,91 km.
Terrängen runt Mount Ishbel är bergig söderut, men norrut är den kuperad.Trakten runt Mount Ishbel är nära nog obefolkad, med mindre än två invånare per kvadratkilometer.. Närmaste större samhälle är Banff, 17,3 km sydost om Mount Ishbel.
Trakten runt Mount Ishbel består i huvudsak av gräsmarker.